# Miopsalis tarumpitao
Stylocellus tarumpitao is een hooiwagen uit de familie Stylocellidae. De originele naamcombinatie (protoniem) was Stylocellus tarumpitao Shear, 1993.